# Championnat de Syrie de football 2011-2012
Navigation
Saison 2010-2011 Saison 2013
La saison 2011-2012 du Championnat de Syrie de football est la quarante-et-unième édition du championnat de première division en Syrie. Les seize meilleurs clubs du pays sont répartis en deux poules géographiques où ils s'affrontent deux fois au cours de la saison, à domicile et à l'extérieur. Les quatre premiers de chaque groupe se qualifient pour la phase finale nationale, les quatre derniers jouent la poule de relégation.
C'est le club d'Al Shorta Damas qui remporte le championnat après avoir terminé en tête de la poule pour le titre, avec neuf points d'avance sur Al Jaish Damas et dix sur le duo Al Taliya Hama-Al Wahda Damas. C'est le deuxième titre du club après celui remporté en 1980.
Le club d'Omayya SC déclare forfait après deux matchs, tous ses résultats sont annulés.

## Les clubs participants
| - Al-Karamah SC - Al Ittihad Alep - Hutteen SC - Hurriya SC - Promu de D2 - Al Taliya Hama - Al Wahda Club - Al-Nwa'ir - Tishreen SC | - Al Jazira Damas - Al Majd Damas - Al Shorta Damas - Al Futuwa Deir ez-Zor - Baniyas Refinery SC - Promu de D2 - Al Wathba Homs - Al Jaish Damas - Omayya SC |

## Compétition
Le barème utilisé pour établir les différents classement est le suivant :
- Victoire : 3 points
- Match nul : 1 point
- Défaite : 0 point

### Première phase

#### Groupe A
| Rang | Équipe                | Pts | J | G | N | P | Bp | Bc | Diff |
| ---- | --------------------- | --- | - | - | - | - | -- | -- | ---- |
| 1    | Al Wathba Homs        | 13  | 6 | 4 | 1 | 1 | 6  | 3  | +3   |
| 2    | Al Majd Damas         | 10  | 6 | 2 | 4 | 0 | 6  | 3  | +3   |
| 3    | Al Jaish Damas        | 10  | 6 | 3 | 1 | 2 | 5  | 4  | +1   |
| 4    | Al Futuwa Deir ez-Zor | 9   | 6 | 2 | 3 | 1 | 8  | 7  | +1   |
| 5    | Al Taliya Hama        | 9   | 6 | 2 | 3 | 1 | 6  | 5  | +1   |
| 6    | Hutteen SC            | 4   | 6 | 1 | 1 | 4 | 3  | 6  | -3   |
| 7    | Hurriya SCP           | 1   | 6 | 0 | 1 | 5 | 3  | 9  | -6   |
| 8    | Omayya SC forfait     | 0   | 0 | 0 | 0 | 0 | 0  | 0  | 0    |

|  | Qualification pour la phase finale nationale |
|  | Participation à la poule de relégation       |
|  | P : Promu de deuxième division               |

Barrage de qualification :
| 27 décembre 2011 | Al Taliya Hama | 4 - 0 | Al Futuwa Deir ez-Zor |  |  |
|                  |                |       |                       |  |  |

#### Groupe B
| Rang | Équipe               | Pts | J | G | N | P | Bp | Bc | Diff |
| ---- | -------------------- | --- | - | - | - | - | -- | -- | ---- |
| 1    | Al Shorta Damas      | 16  | 7 | 5 | 1 | 1 | 20 | 7  | +13  |
| 2    | Al-Karamah SC        | 14  | 7 | 4 | 2 | 1 | 8  | 6  | +2   |
| 3    | Al Wahda Damas       | 11  | 7 | 3 | 2 | 2 | 8  | 4  | +4   |
| 4    | Baniyas Refinery SCP | 10  | 7 | 2 | 4 | 1 | 11 | 7  | +4   |
| 5    | Al Ittihad Alep      | 10  | 7 | 3 | 1 | 3 | 8  | 9  | -1   |
| 6    | Al Jazira Damas      | 9   | 7 | 2 | 3 | 2 | 5  | 6  | -1   |
| 7    | Tishreen SC          | 4   | 7 | 1 | 1 | 5 | 5  | 14 | -9   |
| 8    | Al-Nwa'ir            | 2   | 7 | 0 | 2 | 5 | 3  | 15 | -12  |

|  | Qualification pour la phase finale nationale |
|  | Participation à la poule de relégation       |
|  | P : Promu de deuxième division               |

Barrage de qualification :
| 27 décembre 2011 | Al Ittihad Alep | 1 - 2 | Baniyas Refinery SC |  |  |
|                  |                 |       |                     |  |  |

### Seconde phase

#### Poule pour le titre
Al Wathba Homs et Al-Karamah SC déclarent forfait avant le début de la seconde phase.
| Rang | Équipe                 | Pts | J  | G | N | P | Bp | Bc | Diff |
| ---- | ---------------------- | --- | -- | - | - | - | -- | -- | ---- |
| 1    | Al Shorta Damas        | 23  | 10 | 7 | 2 | 1 | 15 | 8  | +7   |
| 2    | Al Jaish Damas         | 14  | 10 | 3 | 5 | 2 | 15 | 8  | +7   |
| 3    | Al Taliya Hama         | 13  | 10 | 3 | 4 | 3 | 12 | 10 | +2   |
| 4    | Al Wahda DamasC        | 13  | 10 | 3 | 4 | 3 | 7  | 9  | -2   |
| 5    | Al Majd Damas          | 10  | 10 | 2 | 4 | 4 | 10 | 14 | -4   |
| 6    | Baniyas Refinery SCP   | 6   | 10 | 1 | 3 | 6 | 9  | 19 | -10  |
| 7    | Al Wathba Homs forfait |     |    |   |   |   |    |    |      |
| 8    | Al-Karamah SC forfait  |     |    |   |   |   |    |    |      |

|  | Qualification pour la Coupe de l'AFC 2013                         |
|  | C : Vainqueur de la Coupe de Syrie P : Promu de deuxième division |

#### Poule de relégation
| Rang | Équipe                | Pts | J  | G | N | P | Bp | Bc | Diff |
| ---- | --------------------- | --- | -- | - | - | - | -- | -- | ---- |
| 1    | Hurriya SCP           | 23  | 12 | 7 | 2 | 3 | 22 | 8  | +14  |
| 2    | Al Futuwa Deir ez-Zor | 18  | 12 | 4 | 6 | 2 | 17 | 7  | +10  |
| 3    | Al Ittihad Alep       | 17  | 12 | 4 | 5 | 3 | 20 | 16 | +4   |
| 4    | Al Jazira Damas       | 17  | 12 | 4 | 5 | 3 | 17 | 19 | -2   |
| 5    | Hutteen SC            | 15  | 12 | 3 | 6 | 3 | 16 | 21 | -5   |
| 6    | Al-Nwa'ir             | 10  | 12 | 2 | 4 | 6 | 9  | 15 | -6   |
| 7    | Tishreen SC           | 10  | 12 | 2 | 4 | 6 | 8  | 23 | -15  |

|  | Relégation directe en deuxième division |
|  | P : Promu de deuxième division          |

## Bilan de la saison
| Championnat de Syrie de football 2011-2012                        |                            |
| Champion                                                          | Al Shorta Damas (2e titre) |
| Coupes et trophées                                                |                            |
| Vainqueur de la Coupe de Syrie 2011-2012                          | Al Wahda Club              |
| Qualifications continentales                                      |                            |
| Coupe de l'AFC 2013                                               | Al Shorta Damas            |
| Coupe de l'AFC 2013                                               | Al Wahda Club              |
| Promotions et relégations                                         |                            |
| Promus en Syrian League                                           | Al Muhafaza SC             |
| Promus en Syrian League                                           | Al-Jehad SC Qamishli       |
| Relégués en Championnat de Syrie de football de deuxième division | Aucun                      |